# دیواسا
دیواسا (انگلیسی: Devassa) شرکت نوشیدنی برزیلی است، که در سال ۱۹۵۰ تأسیس شد.